# Anna Kassautzki
Anna Katharina Kassautzki (geboren am 25. Dezember 1993 in Heidelberg) ist eine deutsche Politikerin der Sozialdemokratischen Partei Deutschlands (SPD). Sie war von 2021 bis 2025 als direkt gewählte Abgeordnete für den Wahlkreis Vorpommern-Rügen – Vorpommern-Greifswald I Mitglied des Bundestages.

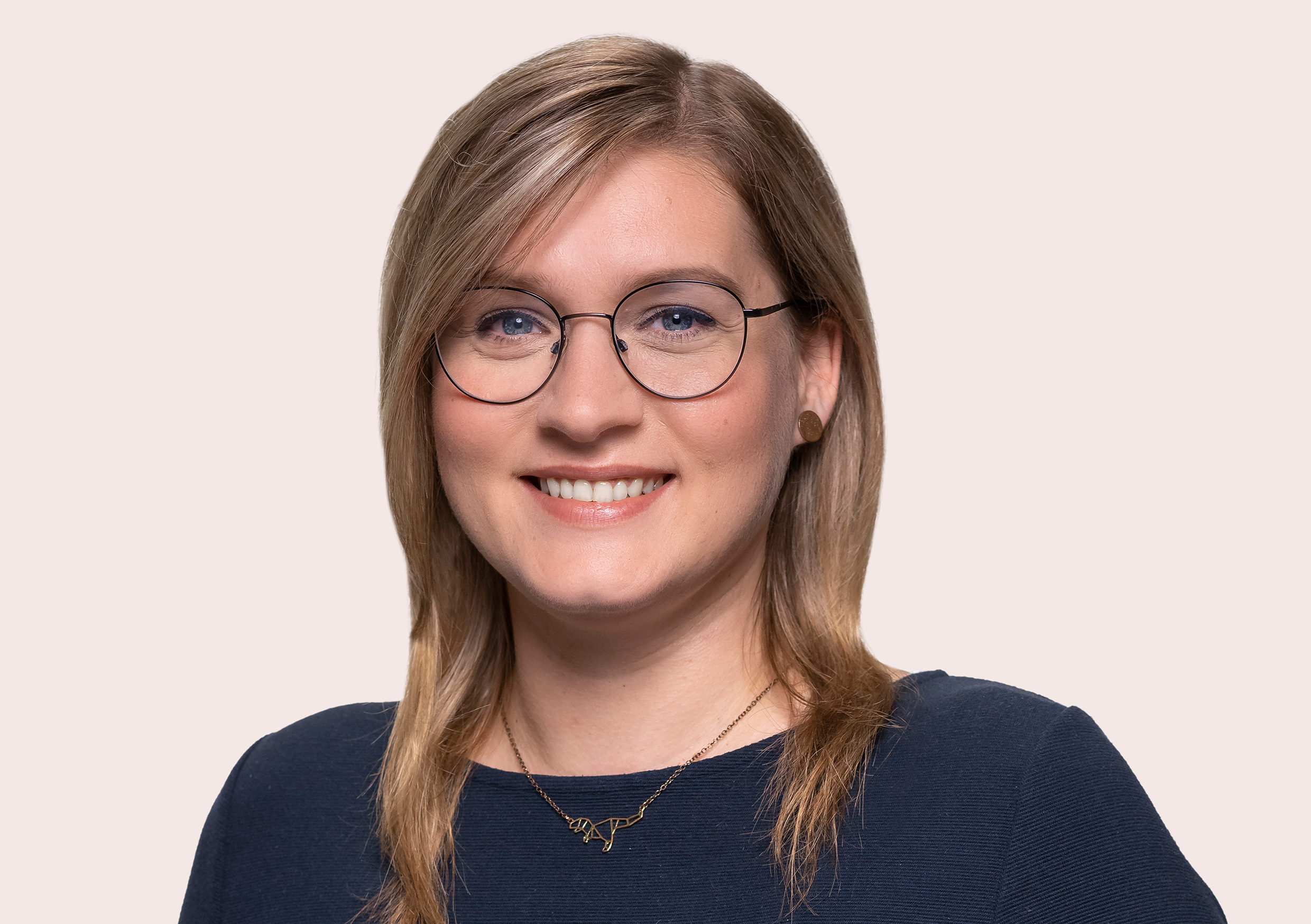
Anna Kassautzki (2021)

## Leben
Sie wuchs in Leusel (Hessen) auf. Nach dem Abitur an der Albert-Schweitzer-Schule Alsfeld studierte sie Staatswissenschaften (Bachelor) in Passau und begann später ein Studium der Politikwissenschaften (Master) in Greifswald. Neben dem Studium arbeitete sie als Servicekraft in der Gastronomie. Anna Kassautzki arbeitete für den Landtagsabgeordneten Christian Pegel (SPD) und war als Leiterin des Familienservice der Universität Greifswald tätig.

## Politische Tätigkeiten
Anna Kassautzki wurde im Alter von 13 Jahren politisch aktiv. Von 2010 bis 2012 war sie Vorsitzende des Kreisjugendparlaments des Vogelsbergkreises. Im Jahr 2014 trat sie in die Sozialdemokratische Partei Deutschlands (SPD) ein. Sie war Jusos-Kreisvorsitzende in Vorpommern-Greifswald, beratendes Mitglied im SPD-Ortsverein Greifswald und SPD-Kreisvorstand und saß für die SPD-Fraktion als sachkundige Einwohnerin im Bauausschuss Greifswalds.
Bei der Bundestagswahl 2021 trat sie im Wahlkreis Vorpommern-Rügen – Vorpommern-Greifswald I als Direktkandidatin an und stand für die SPD Mecklenburg-Vorpommern auf Platz 2 der Landesliste. Sie gewann das Direktmandat in dem bis dato seit 1990 von der CDU durchgehend gewonnenen Wahlkreis mit 24,3 Prozent der Erststimmen und verbesserte das Ergebnis der SPD gegenüber der letzten Bundestagswahl um 12,7 Prozentpunkte. Anna Kassautzki zog damit in den 20. Deutschen Bundestag ein. Das Direktmandat brachte ihr überregionale Aufmerksamkeit, da diesen Wahlkreis seit 1990 immer Angela Merkel (CDU) gewonnen hatte, die 2021 nicht mehr angetreten war. Im Bundestag war sie ordentliches Mitglied im Ausschuss für Ernährung und Landwirtschaft sowie im Ausschuss für Digitales. Zudem gehörte sie als stellvertretendes Mitglied dem Ausschuss für Umwelt, Naturschutz, nukleare Sicherheit und Verbraucherschutz an.
Bei der Bundestagswahl 2025 konnte sie mit 14,6 Prozent der Stimmen ihr Direktmandat nicht verteidigen. Auch über die Landesliste gelang ihr nicht der Wiedereinzug in den Deutschen Bundestag.

## Politische Positionen
Im März 2023 stimmte sie als eine von zwei SPD-Abgeordneten gegen die Änderung des Bundeswahlgesetzes der Ampelkoalition.
Gemeinsam mit den beiden SPD-Abgeordneten Carmen Wegge und Daniel Baldy verfasste Kassautzki im Juni 2023 ein Positionspapier der SPD-Bundestagsfraktion zum besseren Schutz von Kindern vor sexualisierter Gewalt. Das Papier fordert unter anderem ein Recht auf individuelle Aufarbeitung, die stärkere Prävention vor Cyber-Grooming sowie eine bessere Sensibilisierung für das Thema in den Schulen.

## Mitgliedschaften
Seit 2006 ist sie Mitglied der „Antifaschistischen Bildungsinitiative“.